# Titularbistum Castoria
Castoria ist ein Titularbistum der römisch-katholischen Kirche. 
Es geht auf das griechische Castoria zurück. 
| Titularbischöfe von Castoria |                                   |                                                               |                    |                  |
| Nr.                          | Name                              | Amt                                                           | von                | bis              |
| 1                            | Juan López                        | Weihbischof in Coria (Spanien)                                | 22. September 1520 | ?                |
| 2                            | Esteban de Esmir                  | Koadjutorbischof von Huesca (Spanien)                         | 3. April 1639      | 5. Januar 1641   |
| 3                            | Johannes van Neercassel           | Koadjutor bzw. Apostolischer Vikar von Batavia (Niederlande)  | 23. Juni 1662      | 6. Juni 1686     |
| 4                            | Gioachino Maria Oldo              | Weihbischof in Ostia-Velletri (Italien)                       | 3. März 1725       | 9. Dezember 1726 |
| 5                            | Paulino Sandulli, OSB             | ?                                                             | 17. März 1727      | ?                |
| 6                            | Charles Lamothe, MEP              | Apostolischer Koadjutorvikar von West-Tonking (Vietnam)       | 5. Februar 1793    | 22. Mai 1816     |
| 7                            | Jean-Jacques Guérard, MEP         | Apostolischer Koadjutorvikar von West-Tonking (Vietnam)       | 23. Mai 1816       | 18. Juni 1823    |
| 8                            | Jean-François Ollivier, MEP       | Apostolischer Koadjutorvikar von West-Tonking (Vietnam)       | 6. April 1824      | 27. Mai 1827     |
| 9                            | Joseph-Marie-Pélagie Havard, MEP  | Koadjutor bzw. Apostolischer Vikar von West-Tonking (Vietnam) | 21. März 1828      | 5. Juli 1838     |
| 10                           | Francisco Ferreira de Azevedo     | Prälat der Territorialprälatur Goiás (Brasilien)              | 29. September 1833 | 29. Juli 1844    |
| 11                           | Johann Jakob Kraft                | Weihbischof in Trier (Deutschland)                            | 24. September 1868 | 9. Juni 1884     |
| 12                           | Franjo Gašparić                   | Weihbischof in Agram (Österreich-Ungarn)                      | 13. November 1884  | 1893             |
| 13                           | Kasper Felicjan Cyrtowt           | Weihbischof in Žemaitija (Litauen)                            | 2. August 1897     | 7. April 1910    |
| 14                           | Marie-Augustin Chapuis, MEP       | Koadjutorbischof von Kumbakonam (Indien)                      | 6. März 1911       | 21. Mai 1913     |
| 15                           | Ferenc Gossman                    | Weihbischof in Vác (Ungarn)                                   | 1. Juli 1913       | 11. Oktober 1931 |
| 16                           | Joaquín Alcaide y Bueso, OFM Cap. | Apostolischer Vikar von Goajira (Kolumbien)                   | 15. Dezember 1931  | 21. Februar 1943 |
| 17                           | Stanislas Courbe                  | Weihbischof in Paris (Frankreich)                             | 22. Juni 1943      | 22. April 1971   |